# Wissenschaft
Wissenschaft é o termo em língua alemã para qualquer estudo que envolva investigação sistemática. O termo é por vezes traduzido como ciência, embora Wissenschaft seja muito mais amplo e inclua todos os estudos académicos sistemáticos de qualquer área, por exemplo, humanidades como a arte ou a religião. Wissenschaft incorpora investigação científica e não científica, aprendizagem, conhecimento, erudição e implica que o conhecimento é um processo dinâmico que se pode descobrir por si próprio, e não algo que é transmitido. Não implica necessariamente uma pesquisa empírica.
Wissenschaft foi a ideologia oficial das universidades alemãs durante o século XIX, e levou ao desenvolvimento da moderna universidade de investigação. Enfatizou a unidade do ensino e da investigação individual ou descoberta pelo estudante, o Einheit von Lehre und Forschung. Sugere que a educação é um processo de crescimento e transformação.
Alguns americanos do século XIX que visitaram universidades alemãs interpretaram Wissenschaft como significando "ciência pura", não manchada por propósitos sociais e oposta às artes liberais.
Alguns cientistas e filósofos contemporâneos interpretam Wissenschaft como significando qualquer conhecimento verdadeiro ou método de sucesso, incluindo conhecimentos e métodos filosóficos, matemáticos e lógicos.

## História
Antes de Immanuel Kant publicar a sua Crítica do Julgamento em 1790, o "schöne Wissenschaft" (grosso modo, "ciências finas") eram altamente consideradas. O "schöne Wissenschaft" incluía poesia, retórica e outros assuntos que visavam promover uma compreensão da verdade, beleza e bondade. Kant argumentou que os julgamentos estéticos não eram uma área de conhecimento sistemático e por isso estavam fora do domínio da Wissenschaft. 

## Comparado com a ciência
Embora Wissenschaft e ciência fossem palavras aproximadamente comparáveis nos séculos anteriores, a palavra ciência em Inglês "reduziu o seu significado de forma incomparável, enquanto Wissenschaft...manteve o seu significado geral".  Em inglês moderno, a palavra science refere-se ao conhecimento sistemático, objectivo e adquirido sobre um determinado assunto (o funcionamento do mundo natural, incluindo as pessoas que nele vivem) e produzido através de uma metodologia particular (o método científico), num processo progressivo e iterativo que se baseia em conhecimentos anteriores. A Wissenschaft, pelo contrário, engloba o conhecimento de objectos, bem como de verdades, tais como "o que significa ser bom".
As dificuldades de ser preciso sobre o conhecimento são uma das razões pelas quais o inglês não é considerado adequado para discussões sobre epistemologia, e os termos de outras línguas, nomeadamente o latim e o alemão, são normalmente utilizados.